# Pont de Williamsburg (New York)
Le pont de Williamsburg est un pont suspendu de la ville de New York, qui traverse l'East River, reliant l'arrondissement de Manhattan à la hauteur de Delancey Street à celui de Brooklyn, au niveau du quartier de Williamsburg. Ce fut le pont suspendu plus long du monde de 1904 à 1924.

## Situation
La construction de ce qu'on appela d'abord le pont de l'East River, second franchissement de l'Hudson, a commencé en 1896 après que le Gouverneur de New York eut approuvé le projet (27 mai 1895). Le nouveau pont devait relier le nord de Grand Street Ferry, de Delancey et Clinton Street à Manhattan, à la Cinquième Avenue et Driggs Avenue côté Brooklyn,.

## Historique

### Construction
La maîtrise d'œuvre fut confiée à l'ingénieur Leffert L. Buck assisté de Holton D. Robinson, et à l'architecte Henry Hornbostel.
Les ingénieurs commencèrent par creuser les puits d'accès aux caissons d'air comprimé sur chaque rive, pour fonder le futur pont. Le caisson côté Manhattan étant terminé au mois de mai 1897, on entreprit la construction du caisson côté Brooklyn. Les caissons étaient rivetés sur un quai de Williamsburg. Mais au mois de janvier 1898, le nouveau maire de New York, Robert A. Van Wyck, décida de dissoudre la commission de maîtrise d'ouvrage, jugée coupable d'« atermoiements. » Une nouvelle commission de six membres choisis par l’État lui fut proposée, mais le décret de nomination fut rejeté.
Située dans le prolongement du pont de Williamsburg, la section de Delancey Street entre la culée ouest du pont et le boulevard Bowery fut élargie, de même que la section de Spring Street entre le boulevard Bowery et Lafayette Street. C'était la troisième révision du programme d'expropriation, car l'opposition avait fait annuler les deux précédentes, lesquelles prévoyaient d'empiéter sur Cooper Square ou le carrefour entre Houston Street et la Deuxième Avenue. Ainsi, pour aménager les rampes d'accès, il fallut raser au total 600 maisons (330 côté Manhattan, et 270 côté Brooklyn). On expropria plus de 10 000 résidents au cours du chantier.
Les câbles porteurs, fabriqués par les ateliers John Roebling's Sons Co. de Trenton (New Jersey), étaient prêts en février 1901. Des câbles temporaires furent tendus entre les piles du pont de l'East River, et mis en tension le 9 avril 1901. On les remplaça ensuite par des câbles définitifs de 475 mm de diamètre, composés de 7 696 fils d'acier toronnés. Les deux câbles étaient portés à leur tension de service le 16 avril, et l'assemblage du tablier piéton put commencer : il était achevé au mois de juin 1901. Désormais, la construction progressait à un rythme soutenu grâce à l'abondance d'acier. On posa les candélabres, et c'est alors, en 1902, que le pont de l'East River fut rebaptisé pont de Williamsburg, en référence à la gare de tramway côté Brooklyn.

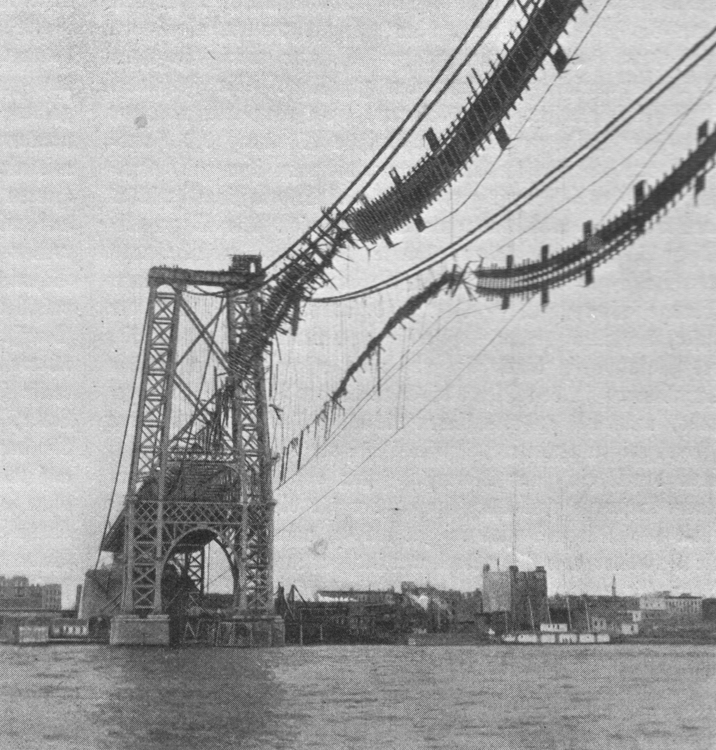
Le pont a été endommagé par un incendie au cours du chantier, en 1902.

Il y eut plusieurs morts au cours du chantier, dont un ouvrier qui fit une chute du haut de la culée côté Manhattan (hauteur de 22 m), en mai 1900 ; l'ingénieur de l'ossature métallique, qui tomba du haut de la culée de Brooklyn au mois de septembre 1900 ; et un contremaître qui se noya au mois de mars 1902. Outre cela, un incendie qui fut près de trancher la totalité des câbles, prit sur la pile côté Brooklyn au mois de novembre 1902.
La construction du pont a commencé en 1896 et il a été inauguré le 19 décembre 1903, ayant coûté 24,2 millions de dollars,. Avec une longueur de 2 227 m, c'était alors le plus long pont suspendu au monde, record qui tint jusqu'au lancement du pont de pont de Bear Mountain en 1924.

### Son exploitation au XXesiècle
À l'origine, le pont de Williamsburg était surtout emprunté par des tramways et des trains. Au mois de janvier 1932, il fut décidé de convertir deux voies de tramway désaffectées, jugées dangereuses pour en faire une voie routière de 8,75 m de largeur. Elle fut doublée de trois autres chaussées en ciment en 1941, dans le cadre de la politique de grands travaux.

### Réhabilitation
Au début des années 1980, des décennies de retard de maintenance avaient provoqué la ruine partielle du pont de Williamsburg. Celle-ci était en quelque sorte annoncée par une initiative funeste prise à sa construction: les ingénieurs, au lieu de faire galvaniser les câbles porteurs pour éviter leur corrosion, les avaient couverts d'une barbotine de graisse. Dès 1912, quelques fils s'étaient déjà rompus aux ancrages,. En 1922, on enveloppa les gros câbles dans des gaines galvanisées ; cela n'empêcha toutefois pas la progression de la corrosion, comme on le releva lors d'inspections en 1934. En 1944 puis derechef en 1963, les ouvriers appliquèrent des graisses spéciales autour des câbles dans l'espoir d'interrompre la corrosion, puis ils étayèrent les piliers de part et d'autre de la travée centrale de contreforts ; mais en 1969, les inspecteurs mirent au jour des pertes d'épaisseur de métal sous les voies routières en encorbellement. Une enquête de 1978 sur six grands ponts de New York, dont le pont de Williamsburg, révéla que la corrosion des câbles porteurs n'était nullement arrêtée,. Elle rapporta même l'apparition de fissures sur le tablier ; mais des six viaducs examinés, celui de Williamsburg était le seul dont les câbles de suspension étaient attaqués.
Au terme d'une étude de scénarios, il fut décidé en 1983 de remplacer les câbles plutôt que de reconstruire le pont, sans toutefois écarter l'éventualité d'un échec, car l'opération, qui devait s'accommoder du trafic, s'annonçait difficile.
Le pont continuait de se détériorer : au mois de mai 1987, deux renforts tombèrent sur la chaussée. Au mois de janvier 1988, les ingénieurs estimaient que les quatre câbles de suspension n'avaient plus que les deux-tiers de leur résistance initiale, de sorte que leur rupture était probable d'ici 1995. Le Département des Transports de New York réclama une subvention exceptionnelle de l’État, pour des travaux de réparation estimés à 250 millions de dollars, et devant s'étaler sur 10 ans. Tous les câbles de suspente avaient déjà été remplacés depuis 1985, mais plus de 200 câbles s'étaient rompus, et des blocs de béton continuaient de tomber sur la chaussée.
La reconstruction du pont s'est étalée de 1990 à 2002. L'escalier en fonte de Manhattan, ainsi que la rampe sur Driggs Avenue côté Williamsburg, trop pentue, ont été rendus conforme à la loi américaine sur le handicap de 1990. L'allée piétonne décrépite a été désaffectée en 1991, puis reconvertie en piste cyclable et rendue au trafic en mars 1992 : depuis, ce pont est celui qui compte le plus fort trafic de deux-roues d’Amérique du Nord. Le remplacement des câbles a été amorcé au mois d'avril 1992. La voie de métro longeant l'axe du pont a été fermée au mois d'avril 1999 en vue de son renforcement et n'a repris son exploitation qu'au mois de septembre suivant. Simultanément, Gandhi Engineering rétablissait une voie piétonne, mais elle partageait avec la piste cyclable une largeur de chaussée de moins de 3,50 m, insuffisante pour séparer les flux piéton et deux-roues. Les voies pour véhicules légers ont réouvert en juin 2002.

## Photographies

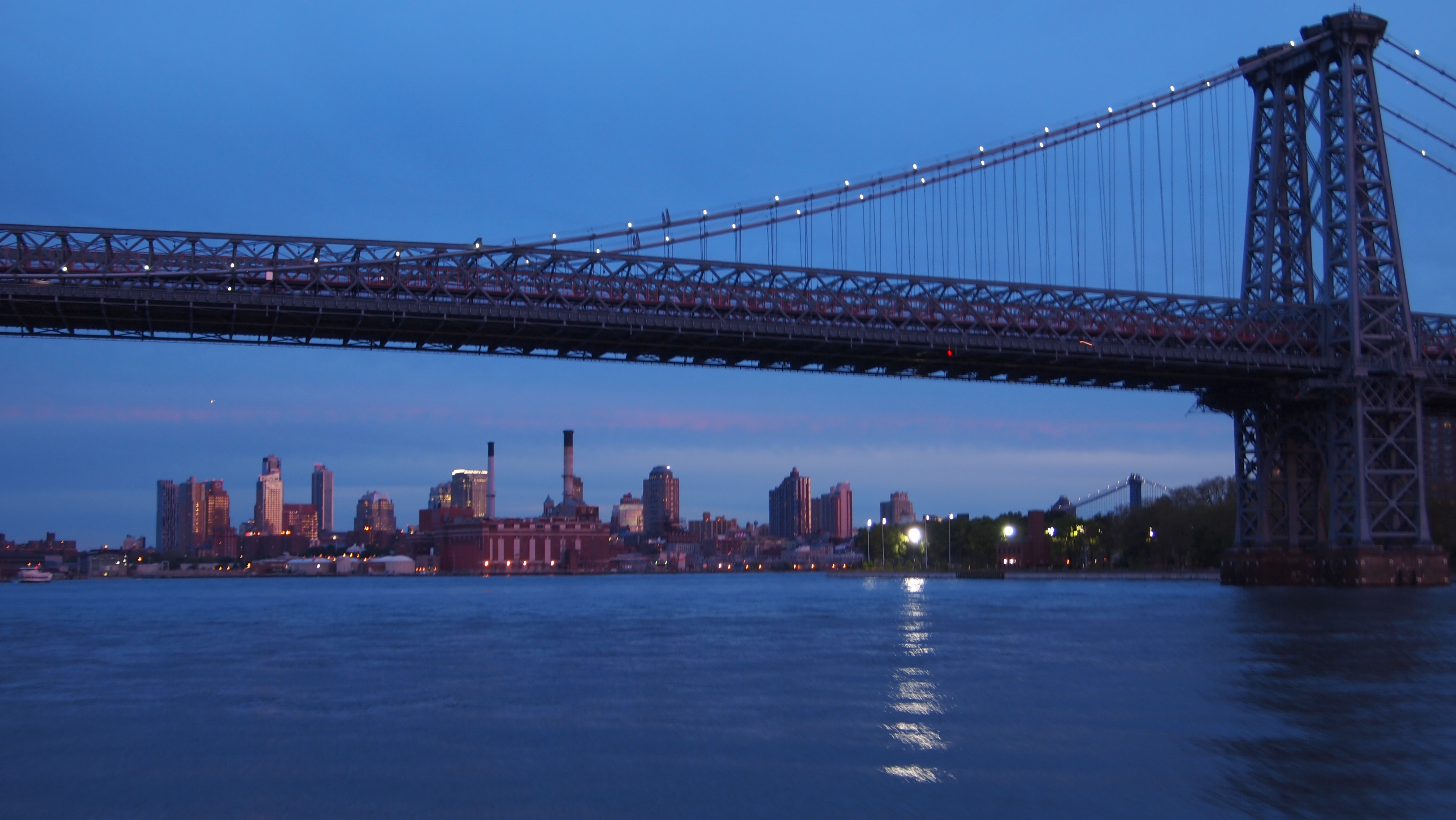
Williamsburg Bridge au crépuscule depuis l'East River.